# Лип'є (Веленє)
Лип'є (словен. Lipje) — поселення в общині Веленє, Савинський регіон, Словенія. 
Висота над рівнем моря: 505,1 м.